# Cuando Cubango (tỉnh)
Cuando Cubango là một tỉnh của Angola, giáp biên giới với tỉnh Tây Zambia của Zambia ở phía đông và các vùng Zambezi, Đông Kavango, Tây Kavango, Ohangwena của Namibia. Diện tích tỉnh này là 199.049 km² với dân số khoảng 140.000 người. Tỉnh lỵ là Menongue. Thống đốc tỉnh này là João Baptista Tchindandi. Theo thống kê năm 1988 của Chính phủ Mỹ, dân số tỉnh này là 125.600 người, trong đó có 3.600 người sống ở đô thị. Các đô thị trong tỉnh này bao gồm Cuchi, Cuangar, Cuito, Rivungo, Cuanavale, Mavinga, Calai, Dirico và Longa.
Tên gọi tỉnh này lấy theo hai con sông Cuando và Cubango chảy lần lượt qua phía đông và tây tỉnh.